# Lac Vembanad
Le lac Vembanad (Vembanad Kayal ou Vembanad Kol) est le plus long lac d'Inde et le plus large de l'État du Kerala. Il traverse plusieurs districts de l'État et est connu sous différents noms : lac Punnamada au Kuttanad et à Alleppey, lac de Kochi à Cochin, Vembanad étant typique de la région de Kottayam et de Changanacherry.
Le lac Vembanad est reconnu en tant que site Ramsar depuis le 19 août 2002.

## Géographie et hydrographie
Le site du lac couvre une surface d'environ 2 033,02 km2. De cette surface, 763,23 km2 sont situés à moins d'un mètre au-dessus du niveau de la mer, dont 398,12 km2 sous le niveau de la mer. Il est séparé de la mer des Laquedives par une étroite île-barrière. C'est l’un des rares endroits au monde où la culture a lieu sous le niveau de la mer,.
Le lac est encadré par les districts d'Alappuzha, de Kottayam et d'Ernakulam. On y retrouve entre autres les îles de Vypin, Vallarpadam (en), Pathiramanal (en), Perumbalam (en) et Pallippuram (en).